# РОТАКС
РОТАКС (Российская трансарктическая кабельная система) — проект трансконтинентальной телекоммуникационной трассы, которая должна пролечь по дну Северного Ледовитого океана по маршруту Лондон — Токио. Общая длина линии связи составляет 16373 км. Пропускная способность магистрали 60 Тбит/с, гарантируемый срок эксплуатации системы — 25 лет.

## История
Разработку проекта линии связи компания «Поларнет Проект» начала в 1999 году. В 2001 году компания организовала проектно-изыскательские работы, которые прошли с запада на восток вдоль трассы будущей сети до границы льдов. В последующие годы проект продолжил прорабатываться с индийским телекоммуникационным подразделением Tata Group, которое вопреки договорённости отказалось от его софинансирования. Проект был заморожен на несколько лет. Однако в 2012 году идею строительства на основе частно-государственного партнёрства поддержало Минкомсвязи РФ, гарантировав выделение $150 млн для строительства сети общей стоимостью $800 млн. Запуск системы в эксплуатацию планировался на 2015 год. Однако в дальнейшем старт проекта переносился несколько раз. Весной 2016 года руководством «Поларнет Проект» было заявлено об уменьшении сметы строительства из-за возможного отказа прокладки кабеля на западном участке до Мурманска.
По состоянию на август 2017 года сведений о начале строительства магистрали нет.

## Сеть

Топология системы
Стадия 1
Стадия 2
Стадия 3

Первый этап строительства системы, оснащённой шестью парами волокон, по маршруту Бьюд (Великобритания) — Мурманск — Анадырь — Владивосток — Токио предполагается разбить на 3 сегмента:
- западный — два судна прокладывают кабель навстречу друг другу из Файли (Великобритания) и Териберки (Россия);
- арктический — три кабельных судна от Териберки до начала центрального арктического участка на западе, переоборудованное судно арктического класса от начала центрального арктического участка на западе до точки в Чукотском море на востоке и от Анадыря до границы центрального арктического участка в Чукотском море;
- восточный — два кабельных судна навстречу из Эми CLS (Япония) и Анадыря.

На втором этапе планируется строительство кабельных отводов на побережье российской Арктики по прилегающим северным территориям (Архангельск—Норильск—Хатанга).
Третий этап — прохождение магистрали по южным и центральным регионам (Самара—Омск—Тайшет).

## Сравнительная характеристика
По данным «Поларнет», представлены показатели альтернативных сетей связи для маршрута Лондон—Токио:
| Кабельная система | Длина, км | Задержка, миллисекунд |
| ----------------- | --------- | --------------------- |
| РОТАКС            | 14700     | 76.58                 |
| Транс-Индия       | 21000     | 255,4                 |
| Тихоокеанская     | 25000     | 310-340               |